# براونفیلد (تگزاس)
براونفیلد، تگزاس(به انگلیسی: Brownfield, Texas) شهری در ایالت تگزاس از ایالات جنوبی ایالات متحده آمریکا است. در سرشماری سال ۲۰۰۰، جمعیت این شهر ۹۴۸۸ نفر اعلام شد.